# Aulagromyza sisymbrii
Aulagromyza sisymbrii är en tvåvingeart som beskrevs av Erich Martin Hering 1962. Aulagromyza sisymbrii ingår i släktet Aulagromyza och familjen minerarflugor.
Artens utbredningsområde är Tyskland. Inga underarter finns listade i Catalogue of Life.